# Sara Kassimowna Schakulowa

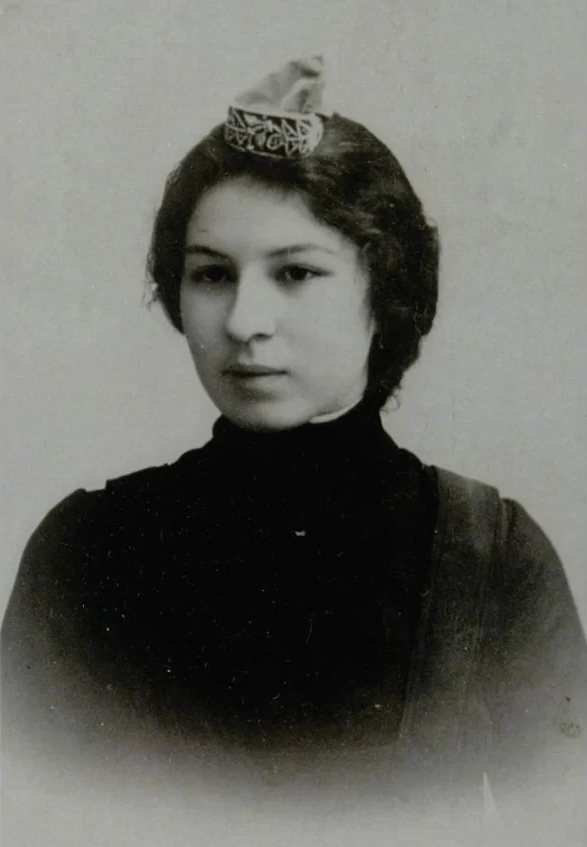
Sara Kassimowna Schakulowa (1906/07)

Sara Kassimowna Schakulowa (russisch Сара Касимовна Шакулова; * 15. Julijul. / 27. Juli 1887greg. in Kassimow; † 5. September 1964 in Moskau) war die erste russische bzw. sowjetische Mathematikerin tatarischer Herkunft.

## Leben
Schakulowa, Tochter des Kassimower Ehrenbürgers Kassimchan Chussainowitsch Schakulow, kam mit 7 Jahren in eine der ersten tatarischen dschadidistischen Mädchen-Mektebs (Grundschulen) im Dorf Torbajewo bei Kassimow. Den Besuch des Kassimower Mädchengymnasiums 1897–1905 schloss sie mit Auszeichnung ab. In St. Petersburg absolvierte sie dann die Kurse Pjotr Lesgafts.
Von September 1909 bis März 1913 studierte Schakulowa an der Universität von Paris in der Physikalisch-Mathematischen Fakultät mit Abschluss als diplomierte Lehrerin für Mechanik. Um in Russland unterrichten zu können, legte sie im Ersten Weltkrieg im Juni 1915 die entsprechenden Prüfungen an der Universität Moskau in der physikalisch-mathematischen Fakultät ab.
Schakulowa unterrichtete nun Mathematik an der Realschule in Saraisk. Ab dem Sommer 1916 arbeitete sie in Kasan als Geometrie-Lehrerin an der städtischen Eckert-Mädchenhandelsschule, am tatarischen Mädchengymnasium Faticha Aitowas und an der Schule L. Chussainowas. Im April 1917 nahm sie am Allrussischen Muslimischen Frauenkongress in Kasan teil.
Nach der Oktoberrevolution leitete Schakulowa als Vertreterin des Volkskommissariats für Bildung der RSFSR die Hauptverwaltung für Technik-Berufsausbildung in der Baschkirischen Autonomen Sozialistischen Sowjetrepublik. Sie beteiligte sich an der Organisation von Landwirtschafts- und Pädagogik-Technika und von tatarischen und baschkirischen allgemeinbildenden Schulen und an der Kampagne Likbes zur Liquidierung des Analphabetentums. Von 1923 bis 1937 war sie Inspektorin der Abteilung für nationale Schulen des Volkskommissariats für Bildung und arbeitete unter der Leitung Nadeschda Krupskajas. Gleichzeitig organisierte Schakulowa die tatarische staatliche Mittelschule in Moskau.
Ab 1938 lehrte Schakulowa an technischen Hochschulen in Moskau (bis 1963). Sie starb am 5. September 1964 in Moskau und wurde auf dem
Danilow-Friedhof im muslimischen Teil begraben.